# Ảo giác Ponzo

Một ví dụ về ảo giác Ponzo. Cả hai đường màu vàng nằm ngang đều có cùng chiều dài.

Ảo giác Ponzo là ảo giác hình học quang học lần đầu tiên được chứng minh bởi một nhà tâm lý học người Ý Mario Ponzo (1882–1960) vào năm 1911. Ông nói rằng tâm trí con người đánh giá kích thước của vật thể dựa trên nền của nó. Ông chứng minh điều này bằng cách vẽ hai đường giống hệt nhau trên một cặp đường hội tụ, tương tự như đường ray. Đường trên trông dài hơn vì chúng ta nói các mặt hội tụ theo quan điểm tuyến tính khi các đường song song rút vào khoảng cách. Như trong hình, chúng ta sẽ nói dòng trên như thể nó ở xa hơn, vì vậy chúng ta thấy nó dài hơn - một đối tượng xa hơn sẽ phải dài hơn một đối tượng gần hơn để tạo ra hình ảnh võng mạc có cùng kích thước.
Một trong những lời giải thích cho ảo giác Ponzo là  "giả thiết phối cảnh", cho biết đặc điểm phối cảnh như trong hình được tạo ra bởi các đường hội tụ thường liên quan đến khoảng cách có nghĩa là, hai đường xiên xuất hiện hội tụ về phía chân trời hoặc một điểm biến mất. Một lời giải thích khác là "giả thuyết khung hiệu ứng", nói rằng sự khác biệt trong sự tách biệt hoặc khoảng cách của các đường ngang từ các đường hội tụ khung có thể xác định, hoặc ít nhất là đóng góp vào độ lớn của sự biến dạng.
Ảo giác Ponzo là một lời giải thích có thể có của Ảo giác Mặt Trăng, với các vật thể xuất hiện "xa" (vì chúng "trên" đường chân trời) xuất hiện lớn hơn các vật thể "trên cao".
Ảo giác thị giác điển hình này cũng xảy ra liên lạc và với thiết bị thay thế giác quan. Tuy nhiên, kinh nghiệm thị giác trước đây dường như là bắt buộc để nhận thức nó như được chứng minh bởi thực tế rằng các đối tượng mù lòa không nhạy cảm với nó.
Ảo giác Ponzo đã được sử dụng để chứng minh sự phân ly giữa nhận thức và tầm nhìn cho hành động (xem Giả thuyết hai luồng). Do đó, sự co giãn của các chuyển động nắm bắt hướng vào các vật thể được nhúng trong ảo giác Ponzo không phụ thuộc vào ảo ảnh kích thước. Nói cách khác, việc mở giữa ngón trỏ và ngón tay cái được chia tỷ lệ với kích thước thực tế không phải là đối tượng mục tiêu khi bàn tay nắm tay tiếp cận đối tượng.
Sự khác biệt về văn hóa về tính nhạy cảm với ảo giác Ponzo đã được ghi nhận, với những người không phải phương Tây và nông thôn cho thấy ít nhạy cảm hơn. Một nghiên cứu gần đây khác cho thấy sự tiếp nhận của một cá nhân đối với ảo giác này, cũng như Ảo giác Ebbinghaus, có thể tương quan nghịch với kích thước của vỏ não thị giác chính của cá nhân đó.

### Đọc  thêm
- Renier L, De Volder AG (2005). "Cognitive and brain mechanisms in sensory substitution of vision: a contribution to the study of human perception". Journal of Integrative Neuroscience, Special Edition in Honor of Paul Bach-y-Rita. Quyển 4 số 4. tr. 489–503. doi:10.1142/S0219635205000999. PMID 16385643.
- Renier L, Laloyaux C, Collignon O, Tranduy D, Vanlierde A, Bruyer R, De Volder AG (2005). "The Ponzo illusion using auditory substitution of vision in sighted and early blind subjects". Perception. Quyển 34 số 7. tr. 857–867. doi:10.1068/p5219. PMID 16124271. Bản gốc lưu trữ ngày 26 tháng 10 năm 2006. Truy cập ngày 4 tháng 6 năm 2018.